# Beltangadi
Beltangadi (o Belthangadi, Beltangady, Belthangady) è una suddivisione dell'India, classificata come town panchayat, di 7.302 abitanti, situata nel distretto del Kannada Meridionale, nello stato federato del Karnataka. In base al numero di abitanti la città rientra nella classe V (da 5.000 a 9.999 persone).

## Geografia fisica
La città è situata a 13° 58' 60 N e 75° 17' 60 E e ha un'altitudine di 684 m s.l.m..

## Società

### Evoluzione demografica
Al censimento del 2001 la popolazione di Beltangadi assommava a 7.302 persone, delle quali 3.638 maschi e 3.664 femmine. I bambini di età inferiore o uguale ai sei anni assommavano a 816, dei quali 401 maschi e 415 femmine. Infine, coloro che erano in grado di saper almeno leggere e scrivere erano 5.558, dei quali 2.958 maschi e 2.600 femmine.